# SAVVY
SAVVY（サヴィ）は、京阪神エルマガジン社から出版されている雑誌。

## 概要
1984年に創刊の月刊誌。毎月23日に発売。発行部数は17万部。
販売されている地域は近畿2府4県が中心で、首都圏や全国主要都市でも販売。主な読者層は30代女性。
関西のスイーツやカフェやおでかけや旅行などの最新トレンドを届ける内容の雑誌。
2020年にはSAVVYの創刊35周年を記念したリーガロイヤルホテルとのコラボ企画の地球儀ショコラが販売される。
2020年5月3日にはYouTubeのチャンネルでオンラインの音楽フェスティバルを開催する。コロナ禍で外出できないゴールデンウィークを楽しんでいただこうと企画された。出演アーティストは、奇妙礼太郎、Sundayカミデ、jizue、Keishi Tanaka、竹内アンナ、DENIMS、中納良恵、Nabowa、Miyuuで、DJは中島ヒロトが担当する。
2022年3月末には公式サイト「SAVVY.jp」が開設。月刊誌では対応できない速報性のある情報を提供する。
2022年と2023年にはSAVVYと淡路屋がコラボした駅弁が発売される。これまでの駅弁ではあまり手掛けなかった世界の料理の駅弁に挑んでみようとして始められた。